# Didone non è morta
Didone non è morta è un film del 1986 diretto da Lina Mangiacapre.

## Trama
A Napoli, nella zona dei Campi Flegrei, Didone rinasce per rivivere la sua grande storia d’amore con Enea. In un ambiente surreale, convivono nelle loro avventure l’Averno e una discoteca.